# Un monsieur qui suit les dames
Pour plus de détails, voir Fiche technique et Distribution.
Un monsieur qui suit les dames est un film muet français réalisé par Georges Monca, sorti en 1908.

## Fiche technique
- Titre : Un monsieur qui suit les dames
- Réalisation : Georges Monca
- Scénario : Adrien Vély
- Photographie :
- Montage :
- Société de production : Société cinématographique des auteurs et gens de lettres (S.C.A.G.L)
- Société de distribution : Pathé Frères
- Pays de production :  France
- Langue : français
- Métrage : 250 mètres
- Format : Noir et blanc — 35 mm — 1,33:1 — Muet
- Genre :  Comédie
- Durée : 8 minutes
- Date de sortie : 
  - France : 6 novembre 1908

## Distribution
- Charles Prince
- Jacques Grétillat
- Louisa de Mornand
- Robert Hasti[1]